# 泉星香
泉 星香 (いずみ せいか、1980年10月11日 - ) は、日本の元AV女優兼元AV監督、元ストリッパー。
趣味：ショッピング、散歩。

## 略歴
2000年にAVデビュー。
2001年からはストリッパーとしても活躍 (川崎ロック座所属) 。
2003年からはスタイルアートでAV監督としても活躍。
同じAV女優だった澤宮有希とは親友で2人の共演作も多かった。
その後、AV女優とAV監督を引退し、ストリッパー業に専念。
2009年5月1日、本人のブログで業界生活10年を区切りに引退を宣言。
2020年6月、サイゾー主催のオールタイム「好きなAV女優アンケートトーナメント」にノミネート。ここでは2004年引退と記述された。

## 作品

### アダルトビデオ
2000年
- 女子校生れず先輩と私 28（U&K）
- 女ハ男ヲ目デ犯ス。 Vol.04（4月7日、ワープエンタテインメント）
- 私立美少女学園vol.7（5月23日、アイデアポケット）
- 蛇縛の家畜流産（6月8日、アタッカーズ）
- THE CLITRIX （セル）/スーパード淫乱BATTLEムービー （レンタル）/（7月21日 （セル）/12月31日（レンタル）、KUKI）
- 美形ギャルがアナルをブスに舐めさせるビデオ パート2 泉星香+ブス（12月8日、SODクリエイト）

2001年
- missing love vol.2（1月24日、タカラ映像）
- J-GIRLS 4（2月6日、ロイヤル・アート）
- みつめてしごいて2（3月18日、V&R）
- 超・痴語女 豪華版（3月21日、V&R）
- 露出狂ゲリラ2 飛鳥みどり・泉星香（3月23日、ワイルドサイド）
- 今度の泉星香はいつもより過激（4月1日、MOODYZ）
- フェラマニア❤スペルマニア 泉星香（4月27日、ワイルドサイド）
- もしも彼女が○○だったら...泉星香・岡野まりあ（5月、アール）
- 失神ラヴァーズ 泉星香、千堂みづほ、吉川美里（5月22日、アイルビークリエイト）
- YO ! キャバクラギャルズ（5月25日、シャイ企画）
- 泉星香 AV虎の穴〜AV女優の作り方〜（6月1日、ワンズファクトリー）
- コスプレ倶楽部 ボディコン編（6月8日、ジーオーティー）
- 素人コギャルズMANIAX5（6月8日、V&R）
- 露出 長瀬愛、泉星香（7月4日、タカラ映像）
- こんでんすみるきぃ 泉星香（7月13日、みるきぃぷりん♪）
- ドリーム学園 2（8月1日、MOODYZ）
- 二人におまかせ 女教師 泉星香&水野奈菜（8月、アール）
- That's Entertainment!!（8月3日、ワープエンタテインメント）
- FUDOL KIDS 第9弾 vol.2 泉星香（9月5日、桃太郎映像出版）
- Beautiful Body&Face（9月7日、ジーオーティー）
- 撩乱 泉星香（9月10日、トキワコーポレーション）
- DUAL WAVE 泉星香（9月10日、トキワコーポレーション）
- 若妻の匂い VOL.14 DVD版 泉星香・杉本まりえ（9月27日、光夜蝶）
- ドリーム学園 3 前編（10月1日、MOODYZ）
- ドリーム学園 3 後編（10月1日、MOODYZ）
- フードルキッズ 9 泉星香（10月1日、桃太郎映像出版）
- 官能の部屋 vol.1（10月11日、SENSUAL ROOM）
- 人気女優で抜こう!!（10月12日、VIP）
- CLUB 星香（10月15日、夢屋）
- Fourth 5人祭り（10月19日、小悪党）
- ぶっかけ 泉星香（10月24日、ホットエンターテイメント）
- 強制露出マニアックス（11月16日、VIP）
- 妄想劇場第2幕 君を犯したくてたまらない 泉星香（11月20日、アイエナジー）
- 21世紀のエロクイーン泉星香とは私のことよ。（11月22日、ホットエンターテイメント）
- ドリーム学園4 前編（12月1日、MOODYZ）
- 君を犯したい8（12月7日、アイエナジー）
- BOMBシリーズ Vol.3 泉星香、桜樹未来（12月7日、アイエナジー）
- プリティーガールVol.3 泉星香（12月10日、メディア企画）
- 性虐志願娘（12月15日、ネクストイレブンクラブ）

2002年
- 女子校生 （裏） SEXファイル 増刊号2（ホットエンターテイメント）オムニバス作品
- ドリーム学園 4 後編（1月1日、MOODYZ）
- みるきぃガールズ! 33（1月11日、みるきぃぷりん♪）
- しようよっ!（1月18日、VIP）
- 若妻野外強制遊戯 泉星香（1月20日、アイエナジー）
- Miss 痴女 泉星香（1月20日、ホットエンターテイメント）
- REAL MODELS 20（2月1日、TMA）
- ため息・吐息のひとりえっち（2月7日、ジーオーティー）
- みるきぃガ〜ルズ!泉星香（2月0日、みるきぃガ〜ルズ）
- 私が癒してあげる Vol.8 泉星香（2月14日、U&K）
- 妄想劇場第2幕 君を犯したくてたまらない 泉星香（2月20日、アイエナジー）
- 女子校生 （裏） SEXファイル増刊号2（2月22日、ホットエンターテイメント）
- 【PREMIUM】 vol.2（3月15日、隼エージェンシー）
- こんでんすみるきぃ 泉星香（3月9日、みるきぃぷりん♪）
- スペレズ娘（3月15日、MOODYZ）
- コスプレダーク・エンジェル（3月22日、ケイ・エム・プロデュース）オムニバス作品
- AVW 第十五章「暴走」（4月11日、オブテイン・フューチャー）
- AVW 第十六章「衝撃」（4月11日、オブテイン・フューチャー）
- 強制露出マニアックス3時間（4月12日、VIP）
- 川奈まり子&泉星香の実録レポート 新宿変態パブと五反田カップル喫茶の実態を探れ!!（4月19日、VIP）共演:川奈まり子
- 夜行スキーバス×ギャル 泉星香・夏木亜矢（4月20日、SODクリエイト）
- 加藤鷹の痴女仕置人。 完全版（4月26日、ケイ・エム・プロデュース）オムニバス作品
- labyrinth 泉星香（5月9日、キング デマンド デリ）
- 女子校生（裏）SEXファイル 増刊号 2 泉星香、天衣かおり、澤宮有希（5月15日、ホットエンターテイメント）
- 24人のカリスマアイドル（5月17日、ケイ・エム・プロデュース）オムニバス作品
- 淫乱カップル 北へ...（5月19日、KUKI）
- バーチャル風俗 泉星香ちゃん（5月20日、ホットエンターテイメント）
- Labyrinth 泉星香（5月22日、ジーオーティー）
- AVW 第十九章「暗雲編〜第一部」（5月22日、オブテイン・フューチャー）
- AVW 第二十章「暗雲編〜第二部」（5月22日、オブテイン・フューチャー）
- レズビアン.あ.ら.もーど 世良りかこ、泉星香（5月23日、キティ ハイ）
- 夢ごこち（5月24日、T-フリーズ）
- 最強寸止め痴女天下一武道会（5月24日、メディアバンク）
- 飲尿少女DX vol.1 泉星香&桃井望（5月28日、アルファーインターナショナル）
- AVW 第十七章「AVランブル編〜第一部」（5月30日、オブテイン・フューチャー）
- AVW 第十八章「AVランブル編〜第二部」（5月30日、オブテイン・フューチャー）
- ザ・真性痴女マニアシリーズ 男犯（5月31日、アリーナエンタテインメント）
- 二人におまかせ 女教師 泉星香・水野奈菜（6月1日、レイディックス）
- ドリーム学園 5（6月1日、MOODYZ）
- Fetish Lesbian vol.3（6月4日、ドリームクリエイト）
- 恥っ娘2 泉星香（6月7日、エクストリーム）
- チュッ! 夏パンティ 三人娘。（6月8日、アルファーインターナショナル）
- 調教レズ 澤宮有希・泉星香（6月14日、aini （ピエロ））
- Sex Paradise アナタに溺れたい（6月15日、ジーオーティー）
- 露出接吻4（6月21日、未来）
- SUPER 大和撫子 VOL.3（6月22日、ONYX VISION）
- 雌犬緊縛飼育日記（2） 泉星香（7月22日、クレイジージャパニーズ）
- 癒しのエロス 〜泉星香〜（7月26日、aini(ピエロ））
- COSTUME NIGHTS コスプレ極上お姉さま4名スペシャル 泉星香、今井裕香、上原舞、本上いずみ（8月2日、タカラ映像）
- 好きな男に抱かれたい… AV女優が街でタイプの男を探すビデオ（8月4日、SODクリエイト）
- 初めてのディープキス 番外編 接吻コンテスト Vol.3 DeepKissクイーンを探せ!!（8月4日、SODクリエイト）
- WWAV 設立編〜新章〜AVW逆襲の条件（8月8日、オブテイン・フューチャー）
- 聖露出 7A 泉星香（8月17日、ナチュラルハイ）
- 月刊 アブノーマルズ〜顔面騎乗の嵐〜（8月20日、ABNORMAL）
- でかP! 2（8月21日、V&Rプランニング）
- ナース痴帯10連射（8月23日、デジタル・ドリーム・デベロップメント）オムニバス作品
- 10P 大乱交（8月26日、プリンセスロード）
- 3人の痴女（8月26日、プリンセスロード）オムニバス作品
- 龍蛇の緊縛慕情 7 女スパイ 泉星香（8月27日、月光）
- いかせてミルキー（9月1日、MOODYZ）共演:遊佐七海
- 女教師 全裸 巨乳番付（9月13日、デジタル・ドリーム・デベロップメント）オムニバス作品
- 逆ギレイプ !（9月15日、MOODYZ）
- 聖露出 DISC. Vol7 AB（9月20日、ナチュラルハイ）
- 大都会露出ドライブMAX（9月28日、ペニーレイン）
- Gネタ ! 2（10月21日、V&Rプランニング）
- WWAV 〜第二章〜 兆し（10月25日、オブテイン・フューチャー）
- ザーメンヴァーリトゥード 全日本ザーメン女優選手権大会（11月1日、MOODYZ）
- ザーメンヴァーリトゥード〜場外スペレズ乱交編〜 全日本ザーメン女優選手権大会（11月1日、MOODYZ）
- 超セクシー部隊! レズ・コマンドー 前編（11月4日、ディープス）
- 超セクシー部隊! レズ・コマンドー 後編（11月20日、ディープス）
- 加藤鷹の痴女仕置人。完全版（11月20日、ケイ・エム・プロデュース）
- 有名女優 大暴露（11月20日、ネクストイレブンクラブ）
- 若妻の匂い Vol.28 泉星香（11月22日、光夜蝶）
- ガチンコFUCK（11月22日、PePe）
- 関係 泉星香（11月23日、DigitalARK）
- エロエロ大運動会（12月1日、MOODYZ）
- 関係 泉星香（12月6日、ラハイナ東海）
- 淫乱伝説 痴女スペシャル（12月13日、デジタル・ドリーム・デベロップメント）オムニバス作品
- 人気女優8人が!!（12月20日、ネクストイレブン）
- レズって乱交!120分（12月27日、TWAIN）
- ぶちぎれお嬢さま 2（12月17日、クリスタル映像）

2003年
- 淫らなお姉さんは好きですか 5（1月9日、クリスタル映像）
- 不思議の国の紋舞らん姫（1月22日、MOODYZ）
- five X（1月22日、スタイルアート （MOODYZ））
- いじめられっ娘 学園祭編（1月24日、ビッグモーカル）
- お姉さんのオナニー（2月15日、レイディックス）オムニバス作品
- 性犯罪事件簿 8件の封印された出来事（2月18日、ネクストイレブンクラブ）
- マゾヒスト・オナニスト（2月20日、SODクリエイト）
- EROCCO 2（2月28日、アリーナエンタテインメント）
- レイプ・マニアック 〜強姦性癖〜（3月1日、バニーズバニー）
- five X 番外編（3月1日、スタイルアート）
- 私は痴女 羞恥肉林（3月12日、クリスタル映像）
- 性犯女子校生暴行（3月15日、ネクストイレブンクラブ）
- W[レズビアン〜痴女] 泉星香、澤宮有希（3月15日、スタイルアート/妄想族）
- 緊縛自慰行為 4（3月21日、月光）
- 緊縛オナニー 4（3月21日、月光）
- ドリーム学園6（4月1日、MOODYZ）
- 女教師 最初で最後の緊縛実践教育 泉星香（4月5日、アイエナジー）
- 素人倶楽部オムニ 長瀬愛スペシャル 長瀬愛、泉星香、澤宮有希（4月22日、素人倶楽部）
- スペレズ娘。（5月15日、MOODYZ）
- IDOL LES 澤宮有希・泉星香（5月21日、ジャネス）
- Dance×Bang（5月31日、ケンシロウ（ジャネス））
- all of mine… 泉星香（6月7日、蘭）
- 蛇縛の家畜流産 泉星香（6月8日、アタッカーズ）
- 生 SEX LIVE（6月15日、ホットエンターテイメント）
- 7人の妻 人妻（6月20日、アイエナジー）
- レズ（仮）（8月30日、シーエヌシー）
- セーラー服と白濁液 2nd（7月5日）
- DANCING QUEEN 1（7月16日、ラハイナ東海）
- DANCING QUEEN 2（7月16日、ラハイナ東海）
- DANCING QUEEN 3（7月16日、ラハイナ東海）
- PORNO STAR NON STOP LIMITED! vol.10 泉星香（7月18日、ジャネス）
- NG!! Best of 泉星香（7月19日、アイエナジー）
- ON STOP LIMITED PORNO STAR 泉星香（7月23日、未来 フューチャー）
- DANCING QUEEN vol.7（7月30日、ラハイナ東海）
- DANCING QUEEN vol.8（7月30日、ラハイナ東海）
- DANCING QUEEN vol.9（7月30日、ラハイナ東海）
- ドリーム学園7（8月1日、MOODYZ）
- 淫乱天使4 泉星香（8月2日、Angel）
- 快楽手戯 vol.1（8月2日、白性族）
- PROVOCATION DANCE（8月30日、ジャネス）
- スケベ女SP 牝8匹の淫乱ストーリー【第一章】（9月12日、隼エージェンシー）オムニバス作品
- 超有名女優たちの極舌しゃぶりづくし（9月22日、春風企画）
- 私は痴女 4時間DX 4（9月26日、クリスタル映像）オムニバス作品
- CLUB DANCER〜クラブで踊る女たち〜（10月1日、MOODYZ）
- VS SERIES vol.1 日本vsアメリカ 放尿対決（10月4日、アルファーインターナショナル）
- プレミアム 泉星香（10月15日、マルクス兄弟）
- 逆流精子 レズ集団中出し1（11月12日、レズ集団中出し）
- 逆流精子 レズ集団中出し2（11月12日、レズ集団中出し）
- エクストラ・バーチャ vol.5 泉星香（11月28日、アルファーインターナショナル）
- 必殺!手コキ人2 泉星香（11月30日、KARI）
- DANCE FUCK vol.1 泉星香（12月12日、PJプロダクション）

2004年
- スペルマスペシャル 完全生ハメ中出し（1月1日、善人企画）
- お姉さんが犯してあげる2 19連発!!（1月30日、クリスタル映像）オムニバス作品
- 中出し倶楽部（3月20日、スパイシー）
- 接吻淫女2 泉星香（4月9日、ケンシロウ（ジャネス））
- ハメきって行こう 上巻 目指すは伊東!エロエロロード編（4月10日、PUFFY DRIVE）
- ハメきって行こう 下巻 伊東の夜は終わらない編（4月10日、PUFFY DRIVE）
- Show girl 泉星香（6月11日、ジャネス）
- 強制精液地獄絵図2（6月11日、シャトルジャパン）
- インディーズ・レディ決定版 vol.1（6月24日、ファーストビジョン）オムニバス作品
- ザーメンリップなあの娘たち2（11月12日、シャトルジャパン）
- DANCE QUEENS2 前編（11月15日、スタイルアート）
- DANCE QUEENS2 後編（11月15日、スタイルアート）

2005年
- 裏流出 泉星香（7月3日、ラハイナ東海）
- 夢の競演 長瀬愛＆泉星香の超過激レズ（7月15日、素人倶楽部）
- 濃縮 露出 3 泉星香（11月18日、オブテインフューチャー）

2010年
- 純愛レズビアン ON LIVE 01 澤宮有希、泉星香、宮下しおり、持田彩菜（8月27日、ピエロ）

発売日不明
- スペレズ2（SODクリエイト）
- Monday 泉星香（DigitalARK）
- 手でイカせてあげる  Vol.19 女たちの欲望は止まらない!（麒麟堂）
- Fetish Lesbian（フェティッシュレズビアン） 〜レースクィーンレズビアン〜（ドリームクリエイト）

他

### 監督作品
- fiveX（2003年1月22日、スタイルアート）
- Wレズビアン〜痴女（2003年2月15日、スタイルアート）
- Wレズビアン〜痴女（2003年3月15日、スタイルアート）
- W IMPACT（2003年10月15日、スタイルアート）
- spe-les（2004年3月1日、スタイルアート）
- spe-les2（2004年6月1日、スタイルアート）
- dance4noise（2004年9月15日、スタイルアート）